# Polonia Bytom w sezonie 2008/2009
Polonii Bytom w sezonie 2008/2009 rozegrała swój trzydziesty trzeci sezon w Ekstraklasie. Był to również jej drugi sezon z rzędu w najwyższej klasie. Piłkarze na boisku wywalczyli ósme miejsce, jednak po przeniesieniu ŁKS na ostatnie miejsce w tabeli z powodu nieprzyznania licencji temu klubowi na grę w kolejnym sezonie Ekstraklasy, Polonia awansowała o miejsce wyżej. Drużyna uczestniczyła również w rozgrywkach
Pucharu Polski i Pucharu Ekstraklasy, ale bez sukcesów.
Trenerem pierwszego zespołu był Marek Motyka od początku sezonu do połowy marca. Wtedy na jego stanowisku znalazł się Jurij Szatałow

## Kadra
| Nr         | Imię i nazwisko    | Urodzony | N        | G  | B  |
| ---------- | ------------------ | -------- | -------- | -- | -- |
| Bramkarze  |                    |          |          |    |    |
| 12         | Rafał Jarzombek    | 01.03.89 | Polska   | 0  | 0  |
| 13         | Seweryn Kiełpin    | 18.12.87 | Polska   | 2  | 0  |
| 33         | Michal Peškovič    | 08.02.82 | Słowacja | 11 | 0  |
| Obrońcy    |                    |          |          |    |    |
| 17         | Adrian Basta       | 01.12.88 | Polska   | 0  | 0  |
| 18         | Jacek Broniewicz   | 18.09.81 | Polska   | 52 | 1  |
| 22         | Jakub Dziółka      | 21.11.80 | Polska   | 46 | 1  |
| 8          | Peter Hricko       | 25.07.81 | Słowacja | 0  | 0  |
|            | Mateusz Kamiński   | 27.04.88 | Polska   | 2  | 0  |
| 14         | Adrian Klepczyński | 01.04.81 | Polska   | 21 | 1  |
| 16         | Marcin Komorowski  | 17.04.84 | Polska   | 0  | 0  |
| 81         | Radoslav Kráľ      | 20.02.74 | Słowacja | 18 | 0  |
| 4          | Wałerij Sokołenko  | 21.06.82 | Ukraina  | 13 | 0  |
| Pomocnicy  |                    |          |          |    |    |
| 19         | Marek Bažík        | 09.02.76 | Słowacja | 10 | 1  |
| 24         | Rafał Grzyb        | 16.01.83 | Polska   | 46 | 1  |
| 9          | Hubert Jaromin     | 04.03.79 | Polska   | 0  | 0  |
|            | Wojciech Mróz      | 06.08.87 | Polska   | 35 | 0  |
| 5          | Tomasz Owczarek    | 07.06.80 | Polska   | 27 | 0  |
| 20         | Mariusz Przybylski | 19.01.82 | Polska   | 12 | 0  |
| 21         | Hubert Robaszek    | 25.04.81 | Polska   | 18 | 1  |
| 17         | Piotr Tomasik      | 31.10.87 | Polska   | 15 | 0  |
| 6          | Jacek Trzeciak     | 26.12.71 | Polska   | 92 | 9  |
| 7          | Janusz Wolański    | 13.07.79 | Polska   | 30 | 4  |
| Napastnicy |                    |          |          |    |    |
| 10         | Grzegorz Podstawek | 25.06.79 | Polska   | 62 | 16 |
|            | Robert Wojsyk      | 11.09.90 | Polska   | 0  | 0  |
| 15         | Jakub Zabłocki     | 14.07.84 | Polska   | 0  | 0  |
| 25         | Michał Zieliński   | 06.05.84 | Polska   | 39 | 6  |

N - narodowość, G - liczba gier w pierwszym zespole (stan na 1 sierpnia 2008), B - liczba zdobytych bramek w pierwszym zespole (stan na 1 sierpnia 2008).
Przybyli: Hubert Jaromin, Jakub Zabłocki, Jacek Broniewicz, Peter Hricko, Marcin Komorowski, Adrian Basta

Odeszli: Arkadiusz Sojka

## Mecze towarzyskie
| Lp. | Data  | Dom/ Wyjazd | Przeciwnik      | Wynik     | Bramki                    |
| --- | ----- | ----------- | --------------- | --------- | ------------------------- |
| 1   | 26.06 | N           | Kmita Zabierzów | 2:1 (0:0) | Mężyk 57', Rozmus 90'     |
| 2   | 05.07 | N           | Górnik Zabrze   | 1:5 (1:1) | Podstawek 24', Rozmus 90' |
| 3   | 16.07 | N           | GKS Jastrzębie  | 1:0 (1:0) | Trzeciak 44' (k)          |
| 4   | 16.07 | N           | Skałka Żabnica  | 0:0 (0:0) |                           |
| 5   | 27.07 | W           | Cracovia        | 0:2 (0:2) |                           |
| 6   | 02.08 | N           | Odra Wodzisław  | 1:1 (0:1) | Robert Wojsyk 90'         |

## Ekstraklasa
Przed rozpoczęciem ligowego sezonu Klub nie otrzymał licencji na grę w Ekstraklasie. Natychmiast zostały podjęte działania mające na celu zmianę niekorzystnej decyzji i po wielu zabiegach udało się uzyskać pozwolenie na grę. Terminarz gier Ekstraklasy zakładał, że sezon zainauguruje mecz na wyjeździe z Piastem w Gliwicach, jednak zawirowania organizacyjne związane z niemożnością ustalenia składu najwyższej klasy rozgrywek piłkarskich doprowadziły do przesunięcia dwóch pierwszych kolejek na terminy późniejsze i sezon rozpoczął się od trzeciej kolejki, w której poloniści spotkali się z Wisłą Kraków.
| Lp. | Data                 | Przeciwnik            | Dom / Wyjazd | Wynik | Bramki                               | Widownia |
| --- | -------------------- | --------------------- | ------------ | ----- | ------------------------------------ | -------- |
| 1   | 9 sierpnia 2008      | Wisła Kraków          | W            | 0:1   |                                      | 10000    |
| 2   | 16 sierpnia 2008     | Śląsk Wrocław         | D            | 1:1   | Bažík 77' (k)                        | 3500     |
| 3   | 22 sierpnia 2008     | Ruch Chorzów          | W            | 1:2   | Zabłocki 13'                         | 9000     |
| 4   | 30 sierpnia 2008     | Lechia Gdańsk         | D            | 4:1   | Komorowski 9', 41', 69', Jaromin 90' | 4000     |
| 5   | 13 września 2008     | Polonia Warszawa      | D            | 0:4   |                                      | 4000     |
| 6   | 20 września 2008     | Odra Wodzisław        | W            | 1:4   | Podstawek 90'                        | 2500     |
| 7   | 26 września 2008     | Górnik Zabrze         | D            | 2:0   | Zabłocki 14', Podstawek 87'          | 6000     |
| 8   | 3 października 2008  | Cracovia              | W            | 1:0   | Podstawek 22'                        | 1800     |
| 9   | 18 października 2008 | GKS Bełchatów         | D            | 1:2   | Zabłocki 8'                          | 4500     |
| 10  | 25 października 2008 | Arka Gdynia           | W            | 3:1   | Podstawek 47', 54', Owczarek 62'     | 9000     |
| 11  | 31 października 2008 | Piast Gliwice         | W            | 0:1   |                                      | 2000     |
| 12  | 7 listopada 2008     | Legia Warszawa        | D            | 1:0   | Rafał Grzyb 77'                      | 6000     |
| 13  | 12 listopada 2008    | Lech Poznań           | D            | 1:1   | Podstawek 63'                        | 6000     |
| 14  | 15 listopada 2008    | Jagiellonia Białystok | D            | 2:2   | Skerla 76' (sam.), Zabłocki 78'      | 6000     |
| 15  | 21 listopada 2008    | ŁKS                   | D            | 2:3   | Podstawek 35', Zabłocki 51'          | 4000     |
| 16  | 29 listopada 2008    | Piast Gliwice         | D            | 1:0   | Owczarek 17'                         | 4500     |
| 17  | 7 grudnia 2008       | Lech Poznań           | W            | 0:3   |                                      | 15000    |
| 18  | 27 lutego 2008       | Wisła Kraków          | D            | 1:1   | Zieliński 70'                        | 5000     |
| 19  | 7 marca 2009         | Śląsk Wrocław         | W            | 0:3   |                                      | 8000     |
| 20  | 14 marca 2009        | Ruch Chorzów          | D            | 0:3   |                                      | 8000     |
| 21  | 22 marca 2009        | Lechia Gdańsk         | W            | 1:0   | Zieliński 70'                        | 9000     |
| 22  | 4 kwietnia 2009      | Polonia Warszawa      | W            | 0:1   |                                      | 3000     |
| 23  | 9 kwietnia 2009      | Odra Wodzisław        | D            | 1:1   | Grzyb 28'                            | 5000     |
| 24  | 18 kwietnia 2009     | Górnik Zabrze         | W            | 0:2   |                                      | 16000    |
| 25  | 24 kwietnia 2009     | Cracovia              | D            | 1:0   | Klepczyński 87'                      | 6000     |
| 26  | 1 maja 2009          | GKS Bełchatów         | W            | 1:3   | Gikiewicz 9'                         | 4000     |
| 27  | 8 maja 2009          | Arka Gdynia           | D            | 2:1   | Klepczyński 84', Zieliński 87'       | 6000     |
| 28  | 16 maja 2009         | Legia Warszawa        | W            | 1:3   | Zieliński 45'                        | 4000     |
| 29  | 23 maja 2009         | Jagiellonia Białystok | D            | 1:0   | Trzeciak 3' (k)                      | 4500     |
| 30  | 30 maja 2009         | ŁKS                   | W            | 0:2   |                                      | 5500     |

## Puchar Ekstraklasy
W Pucharze Ekstraklasy Polonia zakończyła rozgrywki na fazie grupowej po zajęciu ostatniego miejsca w grupie B.
| Lp. | Data                 | Przeciwnik     | Dom / Wyjazd | Wynik | Bramki                                    | Widownia |
| --- | -------------------- | -------------- | ------------ | ----- | ----------------------------------------- | -------- |
| 1   | 3 września 2008      | Odra Wodzisław | W            | 1:2   | Wolański 51'                              | 1500     |
| 2   | 7 września 2008      | Ruch Chorzów   | D            | 1:0   | Przybylski 21'                            | 2000     |
| 3   | 8 października 2008  | Górnik Zabrze  | W            | 0:2   |                                           | 1500     |
| 4   | 11 października 2008 | Odra Wodzisław | D            | 0:0   |                                           | 200      |
| 5   | 18 listopada 2008    | Ruch Chorzów   | W            | 3:4   | Sokołenko 4', Wolański 23', Bažík 67' (k) | 800      |
| 6   | 25 listopada 2008    | Górnik Zabrze  | D            | 0:2   |                                           | 500      |

| Msc | Drużyna               | Pkt | M | Z | R | P | Br+ | Br- | +/- |
| --- | --------------------- | --- | - | - | - | - | --- | --- | --- |
| 1   | Ruch Chorzów          | 9   | 6 | 2 | 3 | 1 | 9   | 8   | +1  |
| 2   | Odra Wodzisław Śląski | 9   | 6 | 2 | 3 | 1 | 8   | 6   | +2  |
| 3   | Górnik Zabrze         | 9   | 6 | 2 | 3 | 1 | 6   | 4   | +2  |
| 4   | Polonia Bytom         | 4   | 6 | 1 | 1 | 4 | 5   | 10  | -5  |

## Puchar Polski
Po przegranej 0:2 z Odrą Opole w swoim pierwszym meczu w rozgrywkach Pucharu Polski 2008/2009 drużyna bytomska odpadła w 1/16 finału.
| Lp. | Data             | Przeciwnik | Dom / Wyjazd | Wynik | Bramki | Widownia |
| --- | ---------------- | ---------- | ------------ | ----- | ------ | -------- |
| 1   | 23 września 2008 | Odra Opole | W            | 0:2   |        | 1500     |